# Stand By (Senhit)
Stand By è un singolo della cantante italiana Senhit pubblicato da Panini Interactive nel 2011.

## Il disco
Stand By ha rappresentato San Marino all'Eurovision Song Contest 2011 tenutosi a Düsseldorf.
Il motivo è una ballad soft-rock arrangiata e missata da Christian Lohr e scritta da Radiosa Romani. La canzone è stata presentata durante la prima semifinale del 10 maggio arrivando al sedicesimo posto con 34 punti e non riuscendo di conseguenza a raggiungere la finale, nonostante l'ottavo posto nella classifica parziale delle giurie.
Della canzone è stato prodotto anche un videoclip girato tra Città di San Marino e Londra e diretto da Mark Sloper.
Esistono anche due altre versioni del brano, una in tedesco, l'altra in russo.

## Tracce
Download digitale - singolo
1. Stand By – 2:59

Download digitale - german version
1. Stand By (German Version) – 2:59

Download digitale - russian version
1. Stand By (Russian Version) – 2:59